# Austronesia

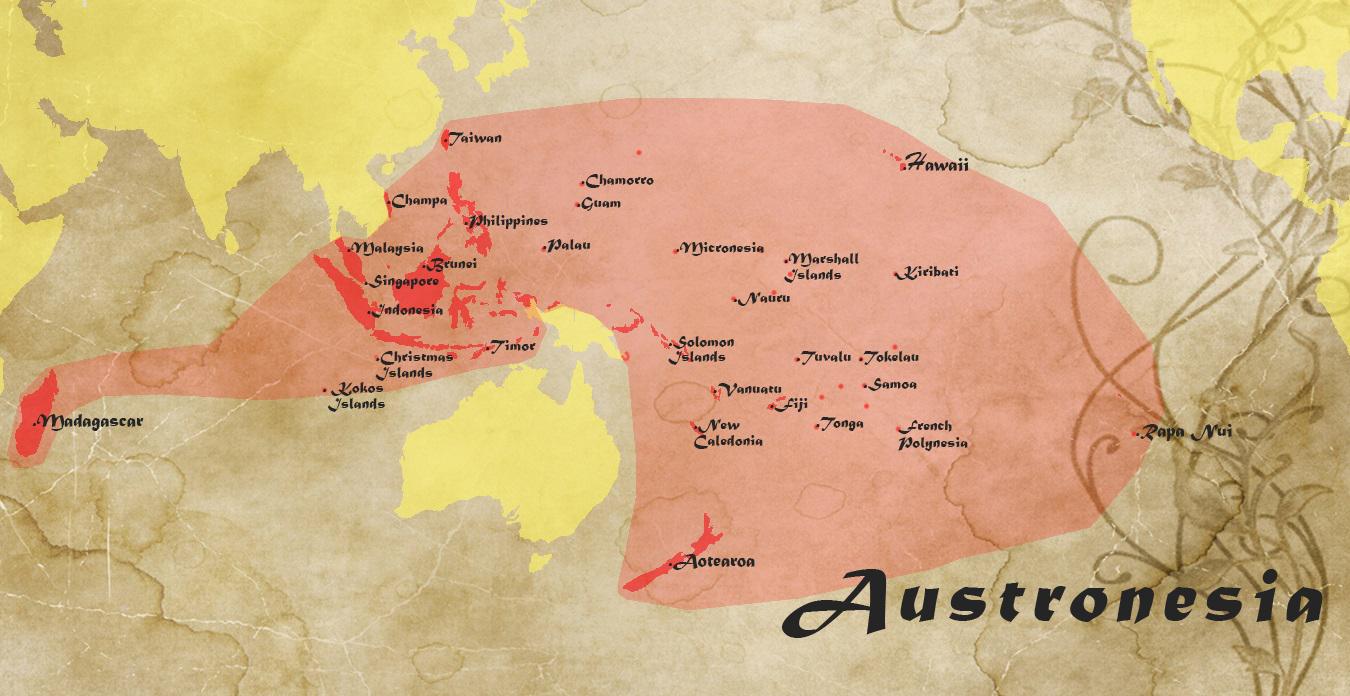
La extensión de las tierras natales de los pueblos austronesios

Por Austronesia, en términos históricos, se hace referencia a la patria de los pueblos que hablan lenguas austronesias, incluyendo el malayo (malasiano-indonesio), filipino, lenguas bisayas, ilocano, javanés, malagache, las lenguas polinesias, el idioma fiyiano, lenguas formosanas, tetum y otras lenguas.

## Etimología
El nombre "Austronesia" proviene el latín austrālis "del sur" más el griego νήσος (nísos) "isla". Lo que traduciría textualmente "Islas del sur".
Sin embargo, actualmente, la palabra Austronesia hace referencia a las regiones donde se hablan las lenguas austronesias. Por ello, en la actualidad la región denominada Austronesia cubre casi la mitad del globo, mayoritariamente océano e islas oceánicas, cubriendo desde Madagascar hasta que Isla de Pascua.

## Región
Austronesia como región tiene tres divisiones tradicionales: Taiwán (Formosa), Sudeste Asiático, y Oceanía (Micronesia, Melanesia y Polinesia).[cita requerida]